# Eunidia partenigrofemoralis
Eunidia partenigrofemoralis là một loài bọ cánh cứng trong họ Cerambycidae.